# Deutsche Skeleton-Meisterschaft 1935
Die 3. Deutsche Skeleton-Meisterschaft wurde 1935 auf der Spießbergbahn im thüringischen  Friedrichroda ausgetragen. Es gab lediglich einen Wettbewerb für Männer.

## Männer
| Platz | Sportler  | Verein | Zeit |
| ----- | --------- | ------ | ---- |
| 1     | Wiedemann |        |      |
| 2     | Schröder  |        |      |
| 3     | Schneider |        |      |